# Stenopogon heteroneurus
Stenopogon heteroneurus är en tvåvingeart som först beskrevs av Macquart 1838.  Stenopogon heteroneurus ingår i släktet Stenopogon och familjen rovflugor. Inga underarter finns listade i Catalogue of Life.